# Aurora Pons
Aurora Pons López-Lamela (Barcelona, 10 de julio de 1936 - Madrid, 4 de enero de 2016) fue una bailarina española. Directora del Ballet Nacional de España (1993-1997), junto con Nana Lorca y Victoria Eugenia.

## Biografía
Nacida en Barcelona, el 10 de julio de 1936, comenzó al lado de Juan Magrinyá en el Institut del Teatre de Barcelona y debutó en la compañía del Gran Teatre del Liceu en 1951. 
Estudió en el Instituto del Teatro de forma intensa, y recibió el premio Antonia Mercé al terminar su formación. Después con catorce años ingresó en el cuerpo de baile del Teatro del Liceo, donde fue nombrada primera bailarina y primera bailarina estrella. Tanto en su etapa de aprendizaje como la profesional, su nombre aparece junto al de grandes nombres de la danza con los que compartió enseñanzas y escenarios. Su trayectoria forma parte de historia de la danza hecha en nuestro país.

## Trayectoria profesional
En 1951 interpretó en el Ballets de Barcelona como solista en ballets como Carnaval, El lago de los cisnes, o Las sílfides.  Después Pons comenzó en el Ballet del Gran Teatro del Liceo y en 1952 se convirtió en primera bailarina durante los siguientes trece años, formando pareja con Joan Magriñá quien fue su maestro y era el primer bailarín y coreógrafo de la compañía.
En el Gran Teatro del Liceo participó tanto en coreografías de ballet como en operas como Fausto,lLa Traviata, La Gioconda, Carmen o Las golondrinas. En 1963 fue invitada por el Ballet de la Ópera de Sofía en calidad de primera bailarina para realizar una gira por toda Bulgaria.
En 1978 formó parte de la fundación del Ballet Nacional de España que dirigió entre 1993 y 1997 junto a Nana Lorca y Victoria Eugenia, `Betty´. Enseñó Ballet Clásico como catedrática interina de la Real Escuela de Arte Dramático y Danza, además de en el Ballet Nacional.
Entre 1979 y 1980 dirigió el Ballet Nacional de España. En 1982 Aurora Pons aprobó las pruebas para entrar de docente a de Arte dramático y danza y obtuvo la cátedra de danza clásica de la Real Escuela Superior de Arte Dramático y Danza de Madrid.
Después de trabajar años en el Teatro del Liceo se incorporó a la compañía de Antonio Ruiz "el bailarín". Posteriormente colaboró con varios artistas alternándose con la docencia de la danza bolera en la escuela del Amor de Dios de Madrid. Otro de sus proyectos fue participar en el Ballet Antología que después se dijo Ballet Festivales de España y que fue el predecesor del Ballet Nacional creado en 1978. En 1993 Pons se encargó de la dirección tripartita del Ballet Nacional con Nana Lorca y Victoria Eugenia. 
Terminó su carrera trabajando como profesora en el Conservatorio Profesional de Danza Clásica.

## Archivo personal
El fondo personal de la bailarina se conserva en el Museo de las Artes Escénicas de Barcelona formado por doce vestidos - entre otros elementos de indumentaria como varios pares de zapatos de baile o bailarinas, una falda o un sombrero negro -, gran número de fotografías de pequeño y gran formato, un libro de la primera comunión, dos abanicos, una caja de maquillaje, varios álbumes de recortes u hojas sueltas de álbumes, un pequeño cartel enmarcado, un retrato al óleo de gran formato, cuatro diplomas, cuatro esculturas que le fueron otorgadas como premio o reconocimiento, la placa del Premio de Teatro Avilés, cuatro medallas (la medalla al mérito a las Bellas artes, la medalla al mérito del Instituto del Teatro, la medalla de homenaje del Gran Teatro del Liceo y la medalla del Círculo de Bellas artes), así como gran número de programas de mano (incluidos varios volúmenes de temporadas enteras del Gran Teatro del Liceo), documentación personal y laboral. Además de todo este material hay que tener en cuenta el tutú con el que Aurora Pons interpretó el rol de Kitri en Don Quijote que se encuentra en el Museo de la Casa de la Danza de Logroño. Ella es "Amiga de Honor" de la Casa de la Danza.

## Premios y reconocimientos
- En 1950 terminó sus estudios con el Premio Extraordinario Antonia Mercé
- En 1955 se le concedió el Premio Nacional a la mejor bailarina clásica.
- 1962 Medalla de Oro del Círculo de Bellas Artes de Madrid, Medalla de Plata al Mérito de las Bellas Artes de la Diputación de Barcelona.[5]
- Medalla de Oro del Gran Teatro del Liceu concedida por primera vez a una bailarina, hasta entonces había sido solo se otorgaba a cantantes de ópera.
- En 1965 Premio de teatro a la mejor bailarina.
- En los años noventa gana la medalla de plata al Mérito de las Bellas Artes y el premio de danza de "Cultura Viva".[7]
- En 2009 Aurora Pons recibió un homenaje en la Gala del Día Internacional de la Danza que celebra la Asociación. Cultural Por la Danza de la Comunidad de Madrid.